# Wally Dressel
Wally Dressel (Magdeburgo, Alemania, 3 de junio de 1893-ídem, 10 de junio de 1940) fue una nadadora alemana especializada en pruebas de estilo libre, donde consiguió ser subcampeona olímpica en 1912 en los 4 x 100 metros.

## Carrera deportiva
En los Juegos Olímpicos de Estocolmo 1912 ganó la medalla de plata en los relevos de 4 x 100 metros estilo libre con un tiempo de 6:04.6 segundos), tras Reino Unido (oro con 5:52.6 segundos) y por delante de Austria (bronce).